# Коржаненко, Ирина Николаевна
Ирина Николаевна Коржаненко (род. 16 мая 1974, Азов, Ростовская область) — российская толкательница ядра, чемпионка мира 2003 года в помещении, чемпионка Европы 2002 года и чемпионка Европы в помещении 1998 года, победительница Универсиады 1997 года.
На Олимпийских играх 2004 года в Афинах завоевала золотую медаль, однако была лишена награды из-за употребления запрещённого препарата — станозолола. Пожизненно дисквалифицирована по решению ИААФ от 21 сентября 2005. Однако вернуть золотую медаль Ирина отказалась, отвергая обвинения в употреблении станозолола. В одном из интервью Ирина Коржаненко рассказала, что кроме результатов допинг-тест содержит и прочую информацию, о взятом материале (крови). В том числе и группа крови. Группа крови, указанная в допинг-тесте, отличалась от её группы крови.

## Награды
| Год  | Турнир                       | Место             | Результат |
| ---- | ---------------------------- | ----------------- | --------- |
| 1997 | Чемпионат мира               | Париж, Франция    | Бронза    |
| 1997 | Универсиада                  | Катания, Италия   | Золото    |
| 1998 | Чемпионат Европы в помещении | Валенсия, Испания | Золото    |
| 2002 | Чемпионат Европы             | Мюнхен, Германия  | Золото    |
| 2003 | Чемпионат мира в помещении   | Бирмингем, Англия | Золото    |